# Красне (Дубов'язівська селищна громада)
Кра́сне (до 1952 р. — Графське) — село в Україні, у Дубов'язівській селищній громаді Конотопського району Сумської області. У селі зареєстровано 232 мешканці. Розташоване за 26 км від райцентру.

## Назва
До 1952 року село мало назву Графське. Старожили розповідають, що колись давно проїжджав через село граф, та й загрузла його карета на розмитій дощами дорозі. Довго довелося чекати графу, доки витягнуть його карету. З того часу й стала називатися ця місцевість Графське.

## Географія
Село Красне знаходиться недалеко від витоків річки Терн, примикає до села Лебедєве. Через село проходить автомобільна дорога Т 2504.

## Історія
- Село відоме з 60-х років XIX століття. На 1885 рік село налічувало 616 дворів, проживало в них 3590 чоловік. Діти навчалися в церковнопарафіяльній школі.
- Село постраждало внаслідок геноциду українського народу, проведеного окупаційним урядом СССР 1923—1933 та 1946–1947 роках[2].

## Політика

### Парламентські вибори, 2019
На позачергових парламентських виборах 2019 року у селі функціонувала окрема виборча дільниця № 590194, розташована у приміщенні контори ТОВ "Весна-Агро".
Результати
- зареєстровано 214 виборців, явка 58,41%, найбільше голосів віддано за «Слугу народу» — 56,00%, за Всеукраїнське об'єднання «Батьківщина» — 16,00%, за Радикальну партію Олега Ляшка — 11,20%[3]. В одномандатному окрузі найбільше голосів отримав Максим Гузенко (Слуга народу) — 66,13%, за Віктора Ладуху (Всеукраїнське об'єднання «Батьківщина») — 14,52%, за Анатолія Кобзаренка (самовисування) — 8,06%[4].

## Сьогодення
На території села здійснюють діяльність: сільськогосподарське підприємство СТОВ «Весна», фельдшерсько-акушерський та фельдшерський пункти, загальноосвітня школа І-ІІ ст., сільський Будинок культури та бібліотека, приватні крамниці та поштове відділення.

## Населення

### Мова
Розподіл населення за рідною мовою за даними :
| Мова       | Кількість | Відсоток |
| ---------- | --------- | -------- |
| українська | 373       | 97.9%    |
| російська  | 8         | 2.1%     |
| Усього     | 381       | 100%     |

## Пам'ятки
- Братська могила[d] радянських воїнів та пам'ятник воїнам-землякам;

## Персоналії
Уродженцем села є Нечипоренко Прокіп Іванович (21.11.1889 — після 1930), вчений-історик, архівіст.(Архівний збірник до 80-річчя Державного архіву Полтавської області. Матеріали наукової конференції. Видавництво «Полтава», 1998, С.292-293)